# Hôtel Marchand
L'hôtel Marchand est un hôtel particulier situé sur la place des Vosges à Paris, en France.

## Localisation
L'hôtel Marchand est situé dans le 4e arrondissement de Paris, au  15 place des Vosges et au 16 rue de Turenne. Il se trouve sur le côté ouest de la place des Vosges, entre les hôtels Dyel des Hameaux et de Chabannes.

## Historique

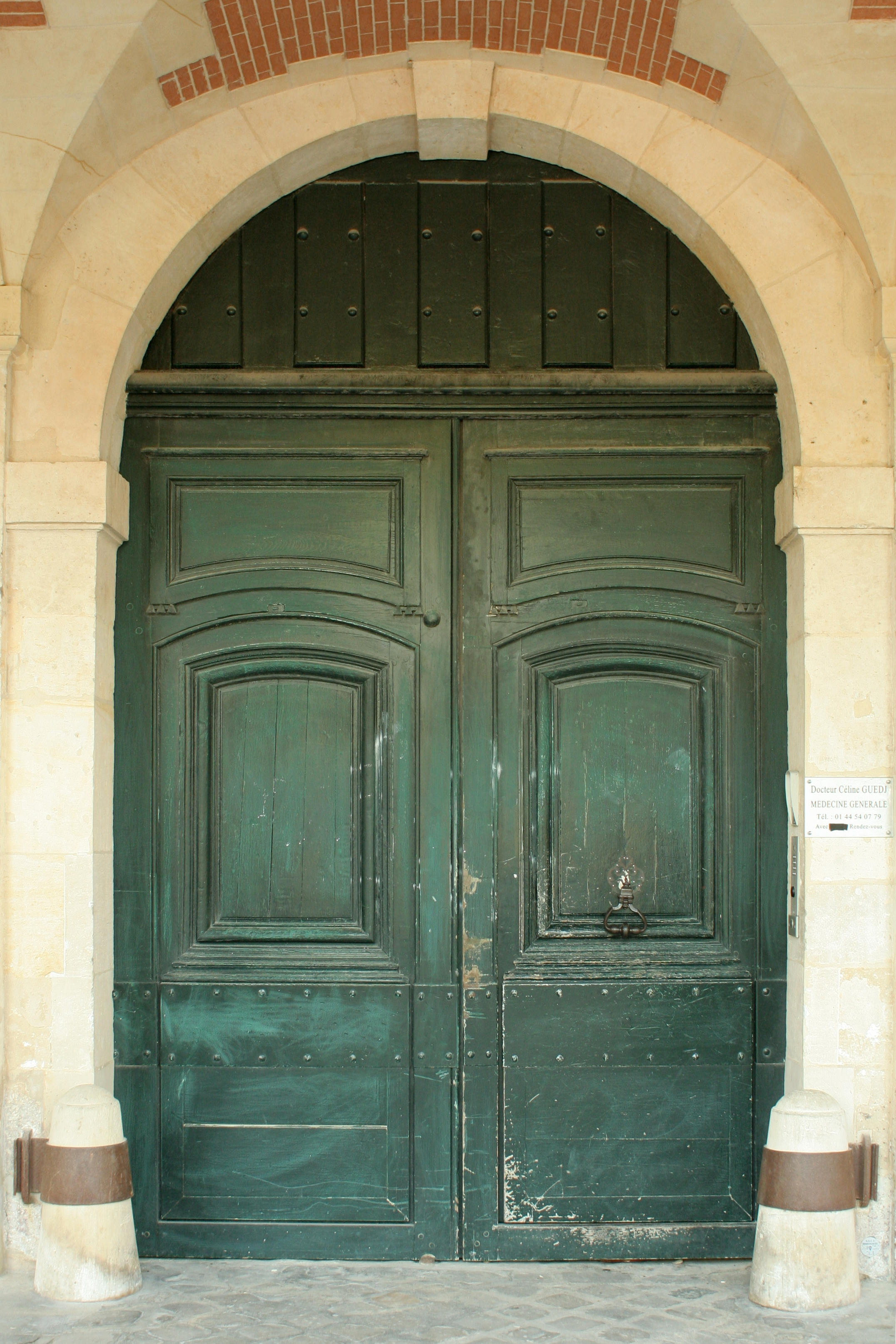
Porte cochère de l'hôtel Marchand.

L'escalier de l'édifice est inscrit au titre des monuments historiques en 1953 ; la façade, les toitures et la galerie voûtée sur la place sont classées en 1955.